# Tréveneuc
Tréveneuc é uma comuna francesa na região administrativa da Bretanha, no departamento Côtes-d'Armor. Estende-se por uma área de 6,67 km². Em 2010 a comuna tinha 816 habitantes (densidade: 122,3 hab./km²).